# Lóbulo frontal

Lóbulo frontal del hemisferio izquierdo, en rojo.

El lóbulo frontal (nombre en latín: lobus frontalis) es un sector de la corteza cerebral de los vertebrados. En los seres humanos es uno de los seis lóbulos principales, de cada hemisferio del cerebro. Los lóbulos frontales son los más «modernos» filogenéticamente. Esto quiere decir que solamente los poseen de forma desarrollada los animales más complejos, como los vertebrados y en especial los homínidos.
En el lóbulo frontal se encuentra el área de Broca, encargada de la producción lingüística y oral. También se dan los movimientos de los órganos fonoarticulatorios.

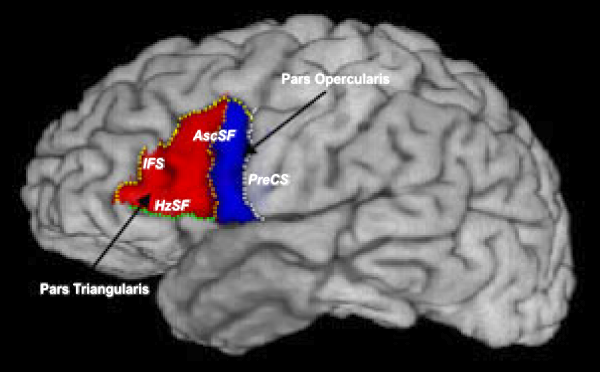
Área frontal de Broca.

## Anatomía

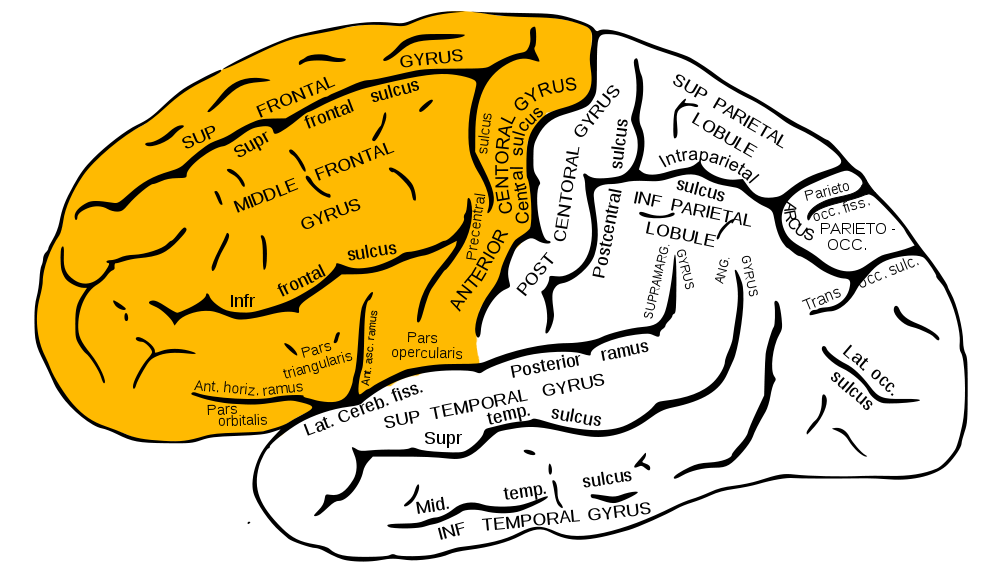
Lóbulo Frontal en naranja.

Cada lóbulo frontal presenta, en su cara lateral o externa, cuatro circunvoluciones o giros, los tres anteriores son paralelos y el posterior es transversal (circunvolución pre-central).
1. Giro frontal superior
2. Giro frontal medio
3. Giro frontal inferior
4. Giro precentral.[4]

### Irrigación
La irrigación del lóbulo frontal está dada por:
- Arteria cerebral anterior para todo el Giro frontal superior y para el tercio medial del Giro precentral.
- Arteria cerebral media para el Giro frontal medio, el Giro frontal inferior y para los dos tercios laterales del Giro precentral.

## Los lóbulos frontales y la conducta humana

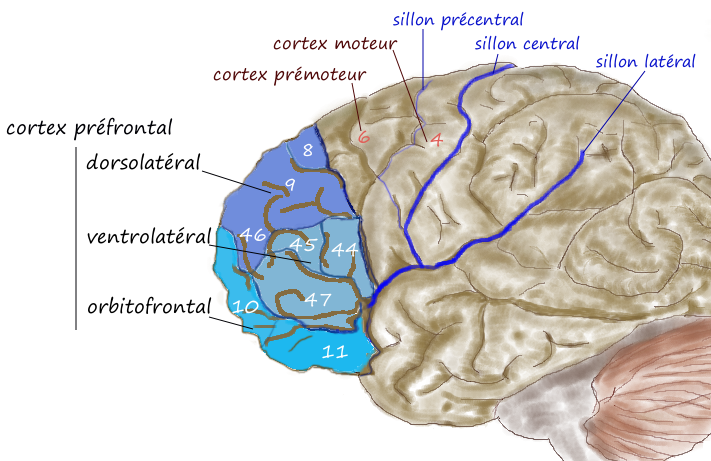
Cortex préfrontal, dorsolatéral, ventrolatéral, orbitofrontal.

### Las funciones ejecutivas y las conductas
Los sectores prefrontales son el sustrato anatómico para las funciones ejecutivas. Las funciones ejecutivas son aquellas que nos permiten dirigir nuestra conducta hacia un fin y comprenden la atención, planificación, secuenciación y reorientación sobre nuestros actos.
Además, los lóbulos frontales tienen importantes conexiones con el resto del cerebro. Así, Goldberg, discípulo de Luria, en su libro El cerebro ejecutivo, usa la metáfora del director de orquesta; según la cual los lóbulos frontales son los encargados de tomar la información de todas las demás estructuras y coordinarlas para actuar de forma conjunta.
Los lóbulos frontales también están muy implicados en los componentes motivacionales (motivación) y conductuales (conducta) del sujeto; por lo que si se produce un daño en esta estructura puede suceder que el sujeto mantenga una apariencia de normalidad al no existir déficits motrices, de habla, de memoria o incluso de razonamiento; existiendo sin embargo un importante déficit en las capacidades sociales y conductuales.
Este tipo de pacientes pueden ser por un lado apáticos, inhibidos, etc. o, por el contrario, desinhibidos, impulsivos, poco considerados, socialmente incompetentes, egocéntricos, etc. Este tipo de déficits, al no ser tan evidentes como otros, fueron los que llevaron durante mucho tiempo a los médicos a considerar a estos lóbulos como las estructuras «silentes»; es decir, sin función aparente. Solo recientemente se ha reconocido la importancia central del lóbulo frontal en nuestra actividad cognitiva.

### Historia de Phineas Gage y Egas Moniz
El primer caso en el que se describió un cambio de conducta debido a un daño frontal data de 1848, y fue el posteriormente famoso Phineas Gage, descrito por el doctor Harlow. Actualmente está considerado una de los casos clínicos clásicos dentro de la historia de la neurología y la neuropsicología cognitiva.

Gage sufrió un accidente por el que una barra de metal le atravesó el cráneo. No sufrió secuelas perceptibles a primera vista; sin embargo, los que le conocían dijeron que «Gage ya no era Gage»: le cambió la forma de ser; el carácter; volviéndose irascible, voluble, agresivo, sin capacidad para permanecer en las tareas, etc.

Este caso ha sido extensamente investigado por el matrimonio Hanna Damásio y António Damásio, realizando incluso una reconstrucción virtual de la trayectoria de la barra por el cráneo de Phineas (tanto el cráneo como la barra se conservan en el museo de historia de la medicina de Harvard).
Si el neurólogo Egas Moniz hubiese tenido presente el caso de Gage y los cambios conductuales que sufrió probablemente no habría inventado en 1935 el procedimiento quirúrgico de la lobotomía. La leucotomía prefrontal consistía en una ablación de los lóbulos prefrontales del cerebro y su objetivo era tratar trastornos mentales. Egas Moniz afirmó tener buenos resultados popularizándose en todo el mundo y recibiendo este el premio Premio Nobel por ello en 1949. Sin embargo, muchos de sus pacientes tuvieron fuertes cambios de personalidad que les incapacitaron en gran medida para la vida en sociedad.

## Áreas del Lóbulo Frontal

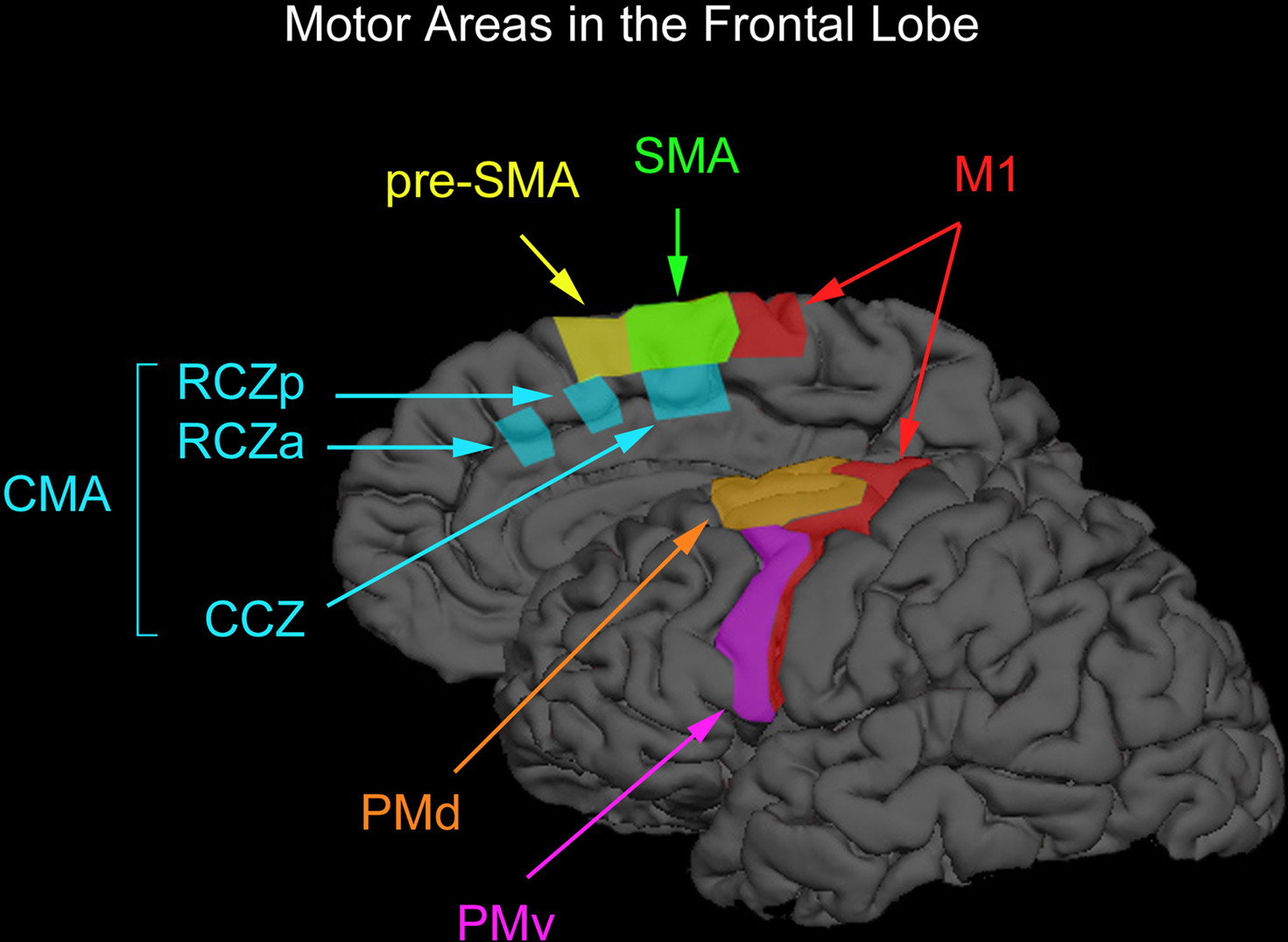
Sectores funcionales de la corteza motora.
M1=Área motora primaria en rojo.
PMd=área premotora dorsal.
PMv=área premotora ventral
SMA=Área motora Suplementaria en verde.
pre-SMA= área motora pre-Suplementaria en amarillo.
CMA=Área motora del cíngulo en celeste.(año:2010)

### Área precentral
Ubicada en la circunvolución precentral, por delante del surco central o de Rolando y por detrás del surco precentral.
Se divide en:
- Región posterior (área motora primaria M1 o área 4 de Brodmann): Su función es llevar a cabo los movimientos voluntarios individuales de diferentes partes del cuerpo. Recibe aferencias del tálamo, corteza sensitiva, área premotora, cerebelo y ganglios basales ya que esta área constituye la estación final para la conversión del diseño en la ejecución del movimiento.[11]

- Región anterior (área motora secundaria, área premotora, o área 6 de Brodmann y partes de las áreas 8, 44 y 45): Almacena programas de actividad motora reunidos como resultado de la experiencia pasada. Participa en el control de movimientos posturales groseros mediante sus conexiones con los ganglios basales, además recibe aferencias de la corteza sensitiva y tálamo. Es la que programa la actividad del área motora primaria. Esta área no produce pérdida permanente del movimiento.[12]

### Campo ocular frontal
Se encarga de los movimientos conjugados de los ojos, sobre todo los del lado opuesto. Controla los movimientos oculares voluntarios y es independiente de estímulos visuales.

### Área motora del lenguaje o Área de Broca
Ubicada en la circunvolución frontal inferior, es importante en la formación de palabras, debido a sus conexiones con el área motora primaria. En la mayoría de las personas esta área es dominante en el hemisferio izquierdo, y la ablación del hemisferio no dominante no tiene efectos sobre el lenguaje, mientras que el daño del hemisferio dominante produce pérdida de la capacidad para producir la palabra, es decir una afasia de expresión, conocida como Afasia de Broca.

### Corteza prefrontal
Es una región extensa que se conecta con un gran número de vías aferentes y eferentes. Se vincula con la personalidad del individuo y con la regulación de la profundidad de los sentimientos, así como en la determinación de la iniciativa y el juicio del individuo. También interviene en el proceso de atención.
Las lesiones de la corteza prefrontal se pueden presentar como un síndrome apático o pseudodepresivo, que se traduce en una reducción de la espontaneidad motora y verbal, pérdida de iniciativa, actividad motora y mental más lenta, indiferencia afectiva, escasa emotividad y menor interés sexual. (se relaciona con lesión de la región frontomedial).

Mientras otros presentan un síndrome desinhibido o pseudopsicopático, que se caracteriza por dificultad para reducir la velocidad de ciertas conductas, pérdida de autocrítica, conducta social inapropiada, indiferencia por los demás, y desinhibición o promiscuidad sexual (se relaciona con una lesión de la región frontobasal).
El sector de la corteza cerebral prefrontal denominada corteza frontopolar es la parte que ha evolucionado más recientemente y está relacionada con la planificación y el control de otras regiones cerebrales.